# Луиза Виктория Орлеанская
Принцесса Луиза Виктория Орлеанская (фр. Louise Victoire Marie Amélie Sophie d'Orléans, 19 июля 1869 — 4 февраля 1952) — французская принцесса из Орлеанского дома, в браке принцесса Баварская. На протяжении всей жизни была близкой подругой своей двоюродной сестры австрийской эрцгерцогини Марии Валерии.

## Жизнь
Принцесса родилась в Буше-хаузе в Лондоне 19 июля 1869 года. Её родителями были Фердинанд, герцог Алансонский и баварская принцесса София Шарлотта, родная сестра императрицы Сисси. Со стороны отца она была внучкой Луи Орлеанского, герцога Немурского и Виктории Саксен-Кобург-Готской. Герцог Немурский был сыном свергнутого короля Луи Филиппа I и Марии Амалии Неаполитанской. Со стороны матери — внучка Максимилиана, герцога Баварского и принцессы Людовики Баварской, дочери короля Максимиана I Баварского и Каролины Баденской. У Луизы был единственный брат принц Эммануэль Орлеанский, герцог Вандом, который женился на бельгийской принцессе Генриетте, дочери короля Леопольда II.
15 апреля 1891 года она вышла замуж за своего двоюродного брата принца Альфонса Баварского во дворце Нимфенбург. Он был сыном принца Адальберта Баварского и испанской инфанты Амелии Филиппины. В браке родилось двое детей:
- Иосиф Клемент Баварский (25 мая 1902 — 8 января 1990), женат не был, детей не оставил
- Елизавета Баварская (10 октября 1913 — 3 марта 2005), вышла замуж за графа Франца Йозефа фон Кагенека (1915–1941) в 1939 года в Нимфенбурге, Германия, в браке родилось трое детей. Близнецы Михаэль Клеменс и Петер родились 4 декабря 1941 . Муж Елизаветы за три недели до этого погиб в бою на Восточном фронте во время Второй мировой, в городке Старица. Вышла замуж за Эрнста Кустнера в 1944 г., в браке родилось четверо детей, развод в 1953 года. 
  - Хубертус Иосиф Альфонс Карл Майкл Мария Граф фон Кагенек (род. 10 августа 1940), три брака, в четвертом - с Микаэлой фон Габсбург, дочерью Отто фон Габсбурга
  - Михаэль Клеменс Мария Граф фон Кагенек (4 декабря 1941 — 11 октября 2012), трижды женат, шестеро детей
  - Питер Граф фон Кагенек (4 декабря 1941 — 24 июня 2009), женат, трое детей
  - Мария Анна Жозефина Кустнер (род. 10 июня 1943), замужем, сын и две дочери
  - Фелиситас Кустнер  (род. 23 июня 1945), не замужем, детей нет
  - Кристина Кустнер (род. 20 декабря 1946 г.), замужем, детей нет
  - Габриэла Кустнер (род. 3 января 1948 г.), замужем, есть 1 сын

На протяжении всей жизни она поддерживала тёплые отношения со своей двоюродной сестрой австрийской эрцгерцогиней Марией Валерией вплоть до смерти последней в 1924 году. 4 мая 1897 года мать принцессы погибла при пожаре в Париже. Её супруг принц Альфонс умер 8 января 1933 года в Мюнхене. Похоронен в Церкви Святого Михаила в Мюнхене. Принцесса пережила его на 19 лет и умерла 4 февраля 1952 года. Похоронена рядом с супругом.

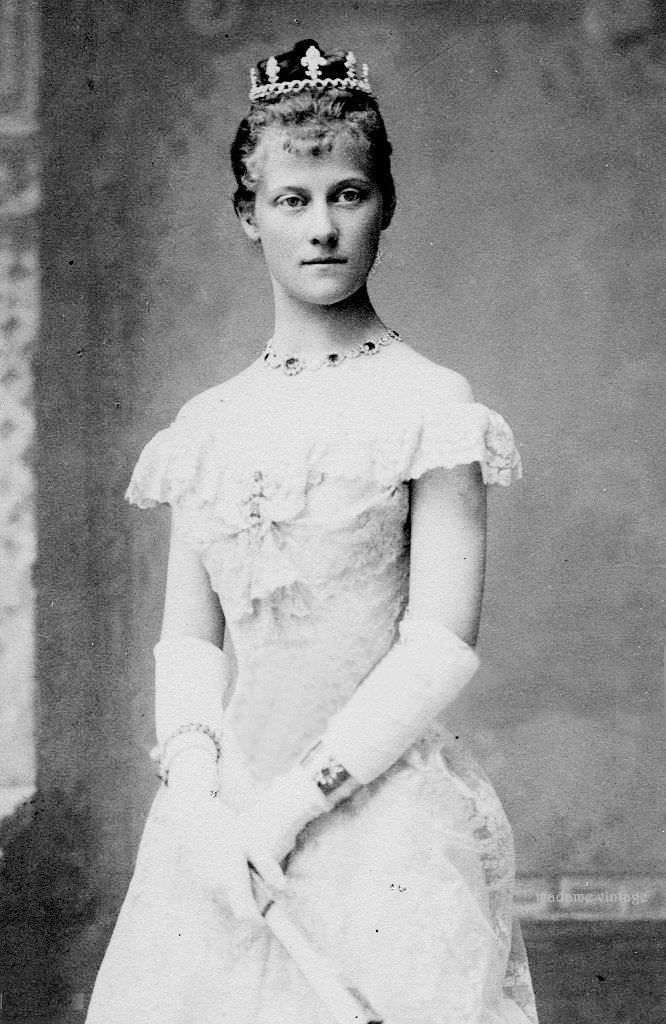
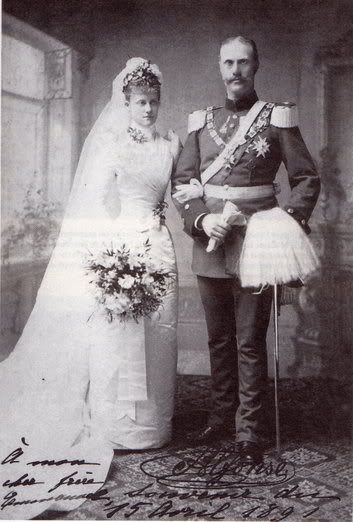
Принц и принцесса Баварские в день свадьбы

## Награды
- Австро-Венгерский Благороднейший орден Звёздного креста
- Баварский орден Святой Елизаветы
- Баварский орден Терезы